# Todor Milutinović
Todor Milutinović von Millovsky und Weichselburg (Surduk, 23 maggio 1766 – Timișoara, 7 novembre 1836) è stato un generale austriaco. In particolare, fu attico durante le guerre rivoluzionarie francesi e le guerre napoleoniche.

## Biografia
Nacque nel 1766, figlio di un ufficiale dell'esercito. Il padre, poi divenuto generale, era riuscito ad ottenere l'elevazione a nobiltà della sua famiglia, ricevendo il predicato di von Milovsky, trasferendolo al figlio alla morte. Grazie alla protezione del conte Joseph Maria von Colloredo poté studiare all'Accademia del Genio di Vienna, dove si diplomò a vent'anni. Entrato immediatamente nelle file dell'esercito imperiale, precisamente nel 2° reggimento del Banato, combatté nella guerra austro-turca come sottotenente del corpo dei pontonieri, venendo promosso a tenente nel 1788. Dopo lo scoppio della guerra con la Francia fu trasferito sul fronte dei Paesi Bassi austriaci. In generale, in questo periodo, fece intravedere le sue qualità come membro del genio, specializzandosi nella rapida costruzione di ponti ed imbarcazioni per l'esercito austriaco e, in qualche occasione, anche per quello prussiano. Questo successe, ad esempio, nel 1792 durante la ritirata dopo la battaglia di Jemappes e nel 1793, poco prima della fine dell'assedio di Magonza. Nominato primo tenente dei Freikorps Wurmser, si distinse per coraggio dimostrato nelle battaglie di Wissembourg e di Lauterburg nel 1793, facendosi notare dal tenente feldmaresciallo principe di Waldeck. Promosso a capitano nel 1795, diede ulteriore prova del suo valore durante l'assedio di Magonza, dove venne notato dal generale Merveldt. Combatté sempre in azioni di avanguardia o retroguardia in Germania sino al trattato di Lunéville.
Promosso a maggiore nel 1805, con il suo battaglione attaccò e conquistò il castello di Oberhaus a Passavia. Tornata la pace, si dedicò a migliorare le condizioni di vita degli uomini del proprio battaglione e i suoi sforzi fruttarono una promozione a tenente colonnello nel 1808. Allo scoppio della guerra, mentre il suo reggimento partì verso nord, egli rimase indietro, curandosi della formazione dei battaglioni di riserva e delle misure necessarie a respingere un eventuale attacco turco. Venne promosso a colonnello nel 1809 e, tornata la pace, dedicò le proprie energie ad opere civili: fece le riparare strade, bonificare acquitrini e paludi, costruire chiese ed alloggi per gli ufficiali.
Alla ripresa delle ostilità, Militinovich fu aggregato all'esercito del generale Hiller, destinato ad invadere l'Italia a breve. Nel settembre 1813 si trovava nella Slovenia centrale. Prima, il 6 settembre, con una sola compagnia e mezza, fermò il generale Pino, poi ritiratosi a Lubiana. Nei giorni seguenti si stabilì a San Marein, villaggio che difese egregiamente anche quando assediato dalle superiori forze della Guardia Reale italiana, comandate dal generale Lechi e dallo stesso viceré Eugenio. Quattro giorni dopo, sotto il comando del generale Rebrovich, sconfisse nuovamente gli italiani a Weichselburg, dove li aggirò, sottraè loro il castello della cittadina e li inseguì fino a San Marein nonostante l'immensa stanchezza. Nello stesso periodo, con l'aiuto di Starhemberg a disperdere le forze del generale Perreymond a Gross-Laschitz il 25 settembre. A queste prove di valore se ne aggiunse un'altra quando le forze combinate di Milutinović, Starhemberg e Csivich riuscirono a sconfiggere la divisione del generale Palombini a Zirknitz il 25 settembre. L'immenso contributo fornito da Milutinović alla causa austriaca fu ricompensato adeguatamente: ricevette la nomina a maggior generale, venne decorato con il titolo di Cavaliere dell'Ordine militare di Maria Teresa e, due anni dopo, venne elevato al titolo di Freiherr, con il predicato di von Weichselburg. Mentre il resto dell'esercito austriaco si preparava ad inseguire i franco-italiani, a Milutinović venne destinato il compito di aiutare il generale Tomašić a ricatturare le fortezze dalmate ancora in mano francese: il suo ruolo fu fondamentale nella cattura di Zara, arresasi il 6 dicembre, e di Ragusa, la cui resistenza terminò solo il 29 gennaio 1814. Per i nuovi meriti maturati, ricevete la Croce di Cavaliere dell'Ordine imperiale di Leopoldo.
Tornala la pace, dedicò il periodo successivo, fino all'inizio del 1816, all'organizzazione delle province ormai unite di Ragusa e Albania, a capo delle quali fu posto come governatore militare e civile. In seguito ricoprì incarichi di generale di brigata a Zara, Karansebes e Mitrovitz. Nel settembre 1830 fu promosso tenente feldmaresciallo e nel 1831 divenne secondo proprietario del 54° reggimento di fanteria. Dapprima impiegato come generale di divisione a Karlstadt, poi a Temesvár, si ritirò nel febbraio del 1836 dopo 50 anni di servizio. Morì nel novembre di quello stesso anno.